# Maria Luisa di Bulgaria
Maria Luisa di Bulgaria (Sofia, 13 gennaio 1933) è una principessa bulgara.

## Biografia

### Educazione
La principessa Maria Luisa è nata nel 1933, prima figlia di Boris III e di Giovanna di Savoia. Ricevette il battesimo con rito ortodosso da Stojan Popgeorgiev Šokov, vescovo metropolita di Sofia, ed ebbe come padrino Aleksandăr Malinov.

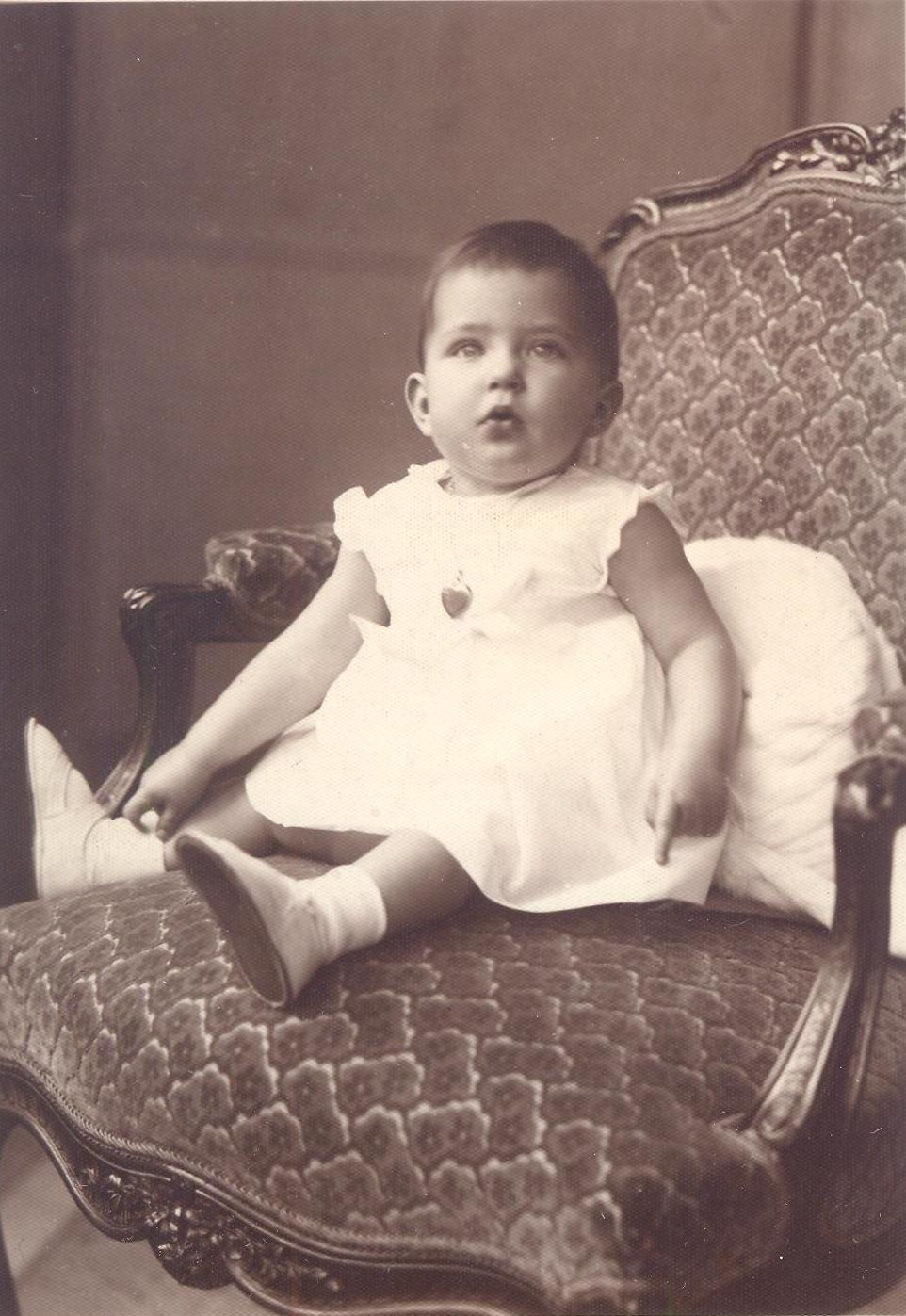
Ritratto di Maria Luisa da bambina

Compì gli studi elementari a Sofia e lasciò il paese con la madre e il fratello, Simeone II, dopo l'abolizione della monarchia nel 1946, raggiungendo in esilio in Egitto il nonno materno, Vittorio Emanuele III. Entrò al collegio Sacro Cuore di Alessandria, dove fu educata da suore irlandesi.
Nel 1951 la famiglia si spostò in Spagna. Maria Luisa volle inizialmente studiare Storia delle Arti a Madrid, ma rimase all'università per un anno. Si iscrisse al Collegio di Infermiere Mediche della Croce Rossa Spagnola, dove si diplomò con la lode.

### Matrimoni

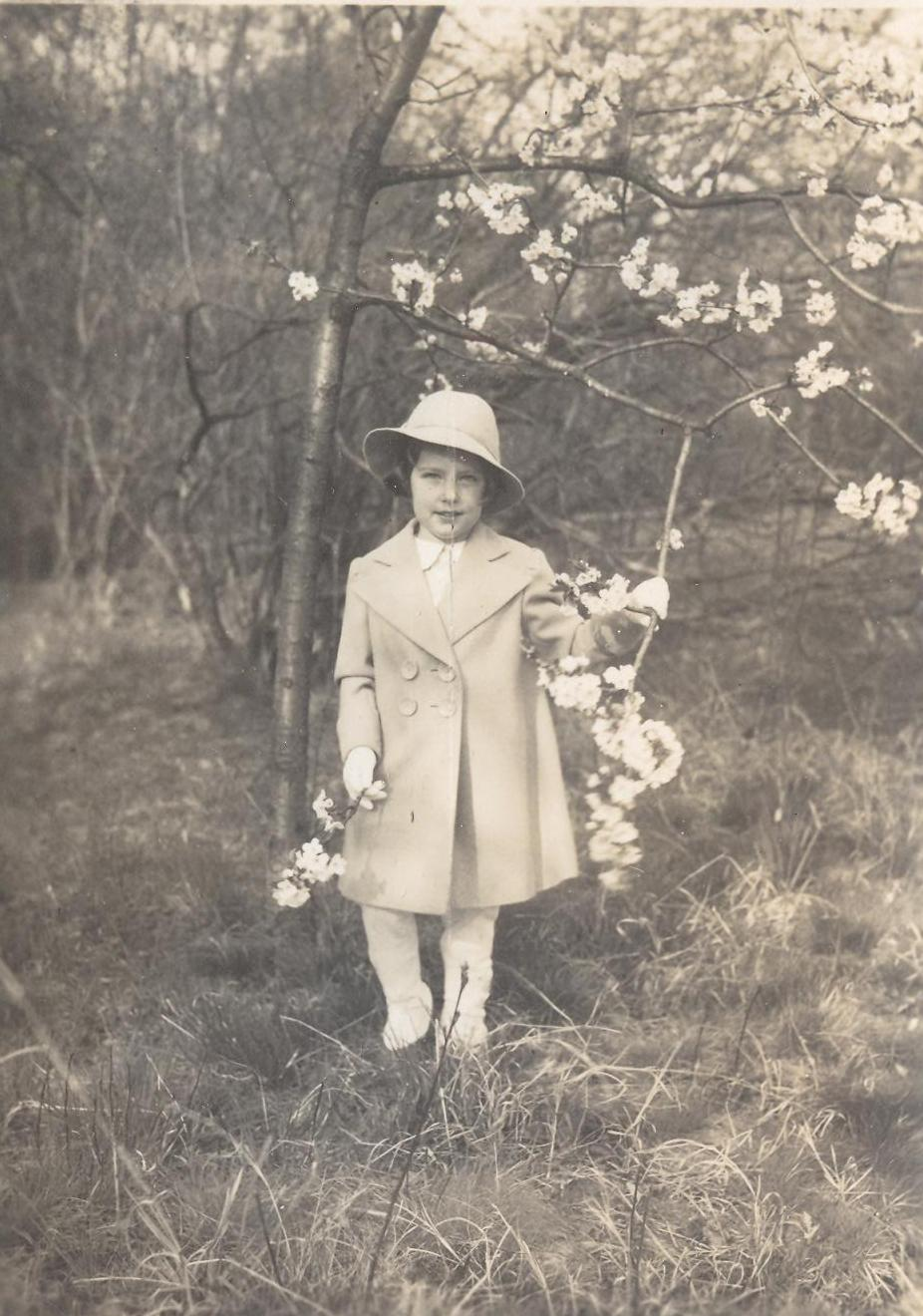
Maria Luisa in uno scatto conservato all'Archivio Centrale di Stato a Sofia

Sposò il principe Carlo di Leiningen (1928-1990), discendente di Vittoria del Regno Unito, in una cerimonia civile il 14 febbraio 1957 ad Amorbach, seguita dal matrimonio religioso il 20 febbraio nella Chiesa Ortodossa Russa di Nizza. Giunsero al divorzio il 4 dicembre 1968.
Il 16 novembre 1969 si sposò a Toronto con Bronisław Tomasz Chobrok (1933-2025), figlio di un ufficiale polacco. Il matrimonio fu celebrato dal teologo Alexander Schmemann.

### Vita successiva
Fu il primo membro della famiglia reale a tornare in Bulgaria, il 3 maggio 1991.

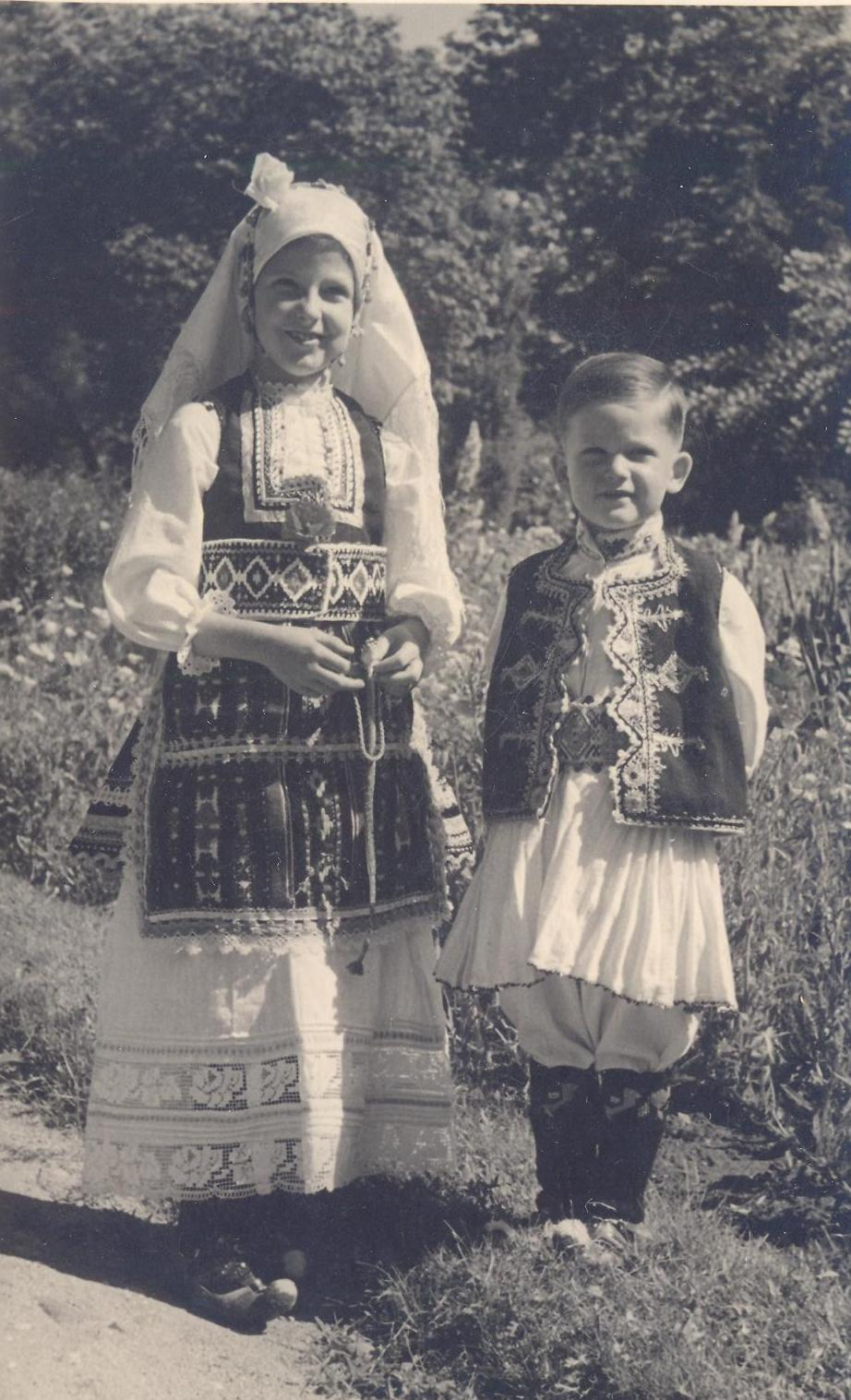
Maria Luisa con Simeone II in costume tradizionale bulgaro

Nel 1999 venne eletta nel consiglio dell'Università Americana in Bulgaria a Blagoevgrad, che il 3 maggio 2012 le conferì un dottorato onorario in discipline umanistiche. È stata membro del consiglio fino al maggio del 2023, quando è stato istituito un premio a suo nome destinato a chi contribuisce allo sviluppo e alla divulgazione dell'ateneo.
Le è stato concesso il titolo di principessa di Koháry nel 2012, per lei e i suoi discendenti delle seconde nozze, da suo fratello Simeone II.

## Discendenza
Maria Luisa di Bulgaria e il primo marito Carlo di Leiningen ebbero due figli:
- Carlo Boris Franco Marwart, principe di Leiningen (Toronto, 17 aprile 1960), ha sposato il 14 febbraio 1987 a Westfield, New Jersey, la bulgara Milena Manova, da cui divorziò il 9 luglio 1994. Ha sposato l'11 settembre 1998 a Neptune, New Jersey, l'americana Cheryl Ann Rigler. Ha avuto un figlio dalla prima moglie e due figli dalla seconda:
  - Nicola Alessandro;
  - Carlo Enrico;
  - Giuliana.
- Ermanno Federico Rolando Fernando, principe di Leiningen (Toronto, 16 aprile 1963), ha sposato il 16 maggio 1987 a Oakville, Ontario, Deborah Ann Culley da cui ha avuto tre figlie:
  - Tatiana;
  - Nadia Cristiana;
  - Alexa.[7]

Dal secondo marito Bronisław Tomasz Chrobok ebbe una figlia e un figlio:
- Alexandra Nadejda Chrobok, principessa di Koháry (Toronto, 14 settembre 1970), sposata l'8 settembre 2001 a Cascais, in Portogallo, con Jorge Champalimaud Raposo de Magalhães (16 settembre 1970), un discendente di João de Magalhães, 3⁰ signore di Ponte da Barca, cugino di terzo grado di Ferdinando Magellano.[8][9]
  - Luis de Magalhães Kohary;
  - Ioanna de Magalhães Koháry;
  - Clementine di Magalhães Koháry.[10][11].
- Pawel Alastair Antoni Chrobok, principe di Koháry (Toronto, 3 maggio 1972), sposato con Ariana Oliver Mas:
  - Maya Chrobok;
  - Alexander Ferdinand Chrobok.

## Titoli e trattamento
- 13 gennaio 1933 - 14 febbraio 1957: Sua Altezza Reale, la principessa Maria Luisa di Bulgaria
- 14 febbraio 1957 - 4 dicembre 1968: Sua Altezza Reale, la principessa Maria Luisa di Leiningen, principessa di Bulgaria
- 4 dicembre 1968 - 16 novembre 1969: Sua Altezza Reale, la principessa Maria Luisa di Bulgaria
- 16 novembre 1969 - 11 giugno 2012: Sua Altezza Reale, la principessa Maria Luisa di Bulgaria, signora Chobrok
- 11 giugno 2012 - attuale: Sua Altezza Reale, la principessa di Koháry, signora Chobrok

## Ascendenza
|                                |                    |                                  | Genitori                            |  |  | Nonni |  |  | Bisnonni                           |  |  | Trisnonni                             |  |
|                                |                    |                                  |                                     |  |  |       |  |  | Augusto di Sassonia-Coburgo-Kohary |  |  | Ferdinando di Sassonia-Coburgo-Kohary |  |
|                                |                    |                                  |                                     |  |  |       |  |  | Augusto di Sassonia-Coburgo-Kohary |  |  | Ferdinando di Sassonia-Coburgo-Kohary |  |
|                                |                    | Maria Antonia di Koháry          |                                     |  |  |       |  |  | Augusto di Sassonia-Coburgo-Kohary |  |  |                                       |  |
| Ferdinando I di Bulgaria       |                    |                                  |                                     |  |  |       |  |  | Augusto di Sassonia-Coburgo-Kohary |  |  |                                       |  |
|                                |                    | Clementina d'Orléans             | Luigi Filippo di Francia            |  |  |       |  |  |                                    |  |  |                                       |  |
|                                |                    | Clementina d'Orléans             | Luigi Filippo di Francia            |  |  |       |  |  |                                    |  |  |                                       |  |
|                                |                    | Clementina d'Orléans             | Maria Amalia di Borbone-Due Sicilie |  |  |       |  |  |                                    |  |  |                                       |  |
| Boris III di Bulgaria          |                    | Clementina d'Orléans             |                                     |  |  |       |  |  |                                    |  |  |                                       |  |
|                                |                    | Roberto I di Parma               | Carlo III di Parma                  |  |  |       |  |  |                                    |  |  |                                       |  |
|                                |                    | Roberto I di Parma               | Carlo III di Parma                  |  |  |       |  |  |                                    |  |  |                                       |  |
|                                |                    | Roberto I di Parma               | Luisa Maria di Borbone-Francia      |  |  |       |  |  |                                    |  |  |                                       |  |
| Maria Luisa di Borbone-Parma   |                    | Roberto I di Parma               |                                     |  |  |       |  |  |                                    |  |  |                                       |  |
|                                |                    | Maria Pia di Borbone-Due Sicilie | Ferdinando II delle Due Sicilie     |  |  |       |  |  |                                    |  |  |                                       |  |
|                                |                    | Maria Pia di Borbone-Due Sicilie | Ferdinando II delle Due Sicilie     |  |  |       |  |  |                                    |  |  |                                       |  |
|                                |                    | Maria Pia di Borbone-Due Sicilie | Maria Teresa d'Asburgo-Teschen      |  |  |       |  |  |                                    |  |  |                                       |  |
| Maria Luisa di Bulgaria        |                    | Maria Pia di Borbone-Due Sicilie |                                     |  |  |       |  |  |                                    |  |  |                                       |  |
|                                | Umberto I d'Italia | Vittorio Emanuele II d'Italia    |                                     |  |  |       |  |  |                                    |  |  |                                       |  |
|                                | Umberto I d'Italia | Vittorio Emanuele II d'Italia    |                                     |  |  |       |  |  |                                    |  |  |                                       |  |
|                                | Umberto I d'Italia | Maria Adelaide d'Asburgo-Lorena  |                                     |  |  |       |  |  |                                    |  |  |                                       |  |
| Vittorio Emanuele III d'Italia | Umberto I d'Italia |                                  |                                     |  |  |       |  |  |                                    |  |  |                                       |  |
|                                |                    | Margherita di Savoia             | Ferdinando di Savoia-Genova         |  |  |       |  |  |                                    |  |  |                                       |  |
|                                |                    | Margherita di Savoia             | Ferdinando di Savoia-Genova         |  |  |       |  |  |                                    |  |  |                                       |  |
|                                |                    | Margherita di Savoia             | Elisabetta di Sassonia              |  |  |       |  |  |                                    |  |  |                                       |  |
| Giovanna di Savoia             |                    | Margherita di Savoia             |                                     |  |  |       |  |  |                                    |  |  |                                       |  |
|                                |                    | Nicola I del Montenegro          | Granduca Mirko Petrović-Njegoš      |  |  |       |  |  |                                    |  |  |                                       |  |
|                                |                    | Nicola I del Montenegro          | Granduca Mirko Petrović-Njegoš      |  |  |       |  |  |                                    |  |  |                                       |  |
|                                |                    | Nicola I del Montenegro          | Anastasija Martinović               |  |  |       |  |  |                                    |  |  |                                       |  |
| Elena del Montenegro           |                    | Nicola I del Montenegro          |                                     |  |  |       |  |  |                                    |  |  |                                       |  |
|                                |                    | Milena Vukotić                   | Petar Šćepanov Vukotić              |  |  |       |  |  |                                    |  |  |                                       |  |
|                                |                    | Milena Vukotić                   | Petar Šćepanov Vukotić              |  |  |       |  |  |                                    |  |  |                                       |  |
|                                |                    | Milena Vukotić                   | Jelena Voivodić                     |  |  |       |  |  |                                    |  |  |                                       |  |
|                                |                    | Milena Vukotić                   |                                     |  |  |       |  |  |                                    |  |  |                                       |  |